# Пензенская митрополия
Пензенская митрополия — митрополия Русской православной церкви в административных границах Пензенской области.

## История создания
Образована решением Священного синода Русской православной церкви 26 июля 2012.
Главой митрополии назначен правящий архиерей Пензенской и Нижнеломовской епархии.

## Состав митрополии
Пензенская митрополия включает в себя 3 епархии:

### Пензенская епархия
Территория: Бессоновский, Городищенский, Каменский, Мокшанский, Нижнеломовский, Пензенский и Шемышейский районы Пензенской области

### Кузнецкая епархия
Территория: Иссинский, Камешкирский, Кузнецкий, Лопатинский, Лунинский, Неверкинский, Никольский и Сосновоборский районы Пензенской области

### Сердобская епархия
Территория: Башмаковский, Бековский, Белинский, Вадинский, Земетчинский, Колышлейский, Малосердобинский, Наровчатский, Пачелмский, Сердобский, Спасский и Тамалинский районы Пензенской области.

## Митрополиты
- Вениамин (Зарицкий) (26 июля 2012 — 25 декабря 2013)
- Серафим (Домнин) (с 25 декабря 2013 года)